# Cataglyphis bombycina

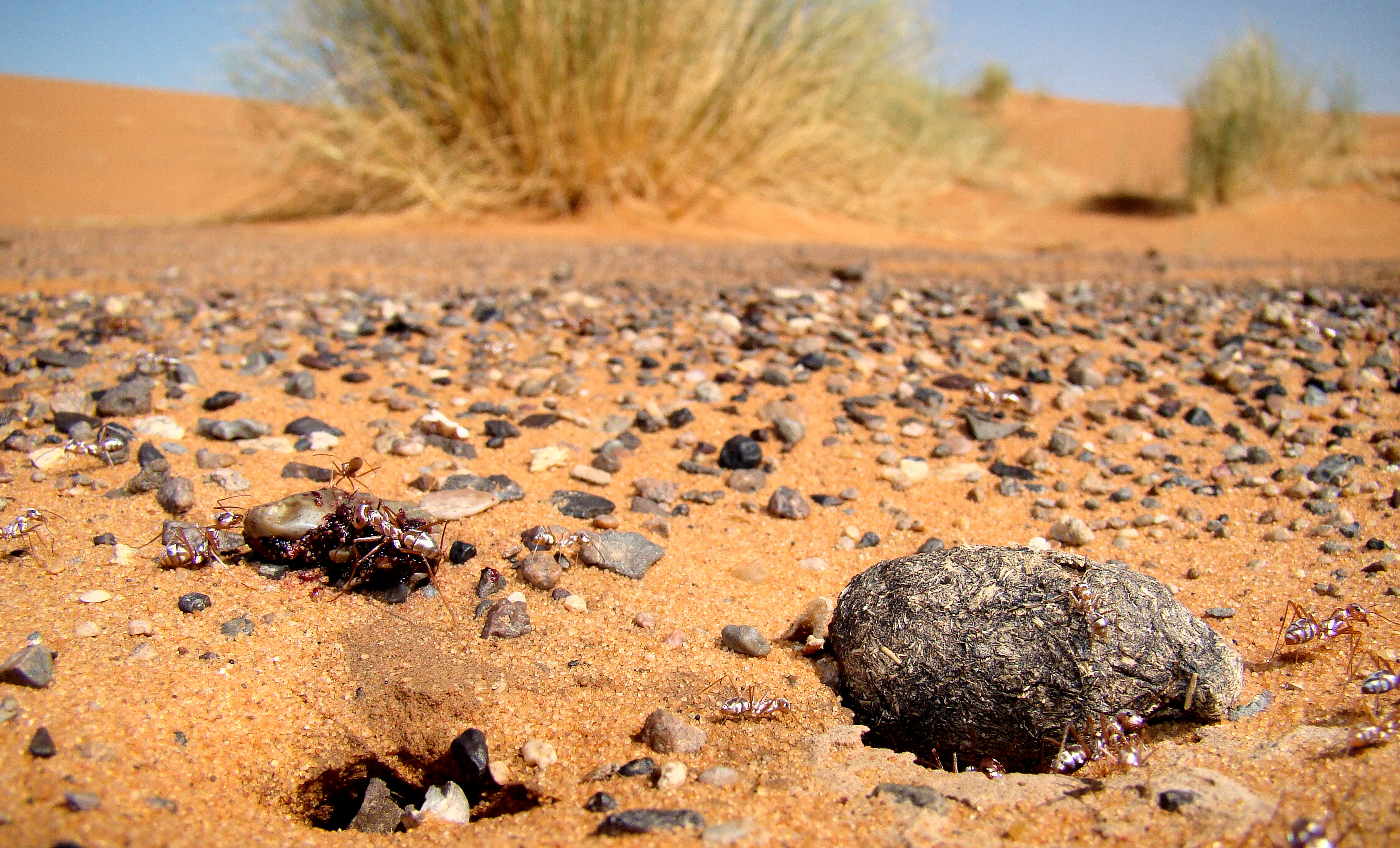
У входа в муравейник

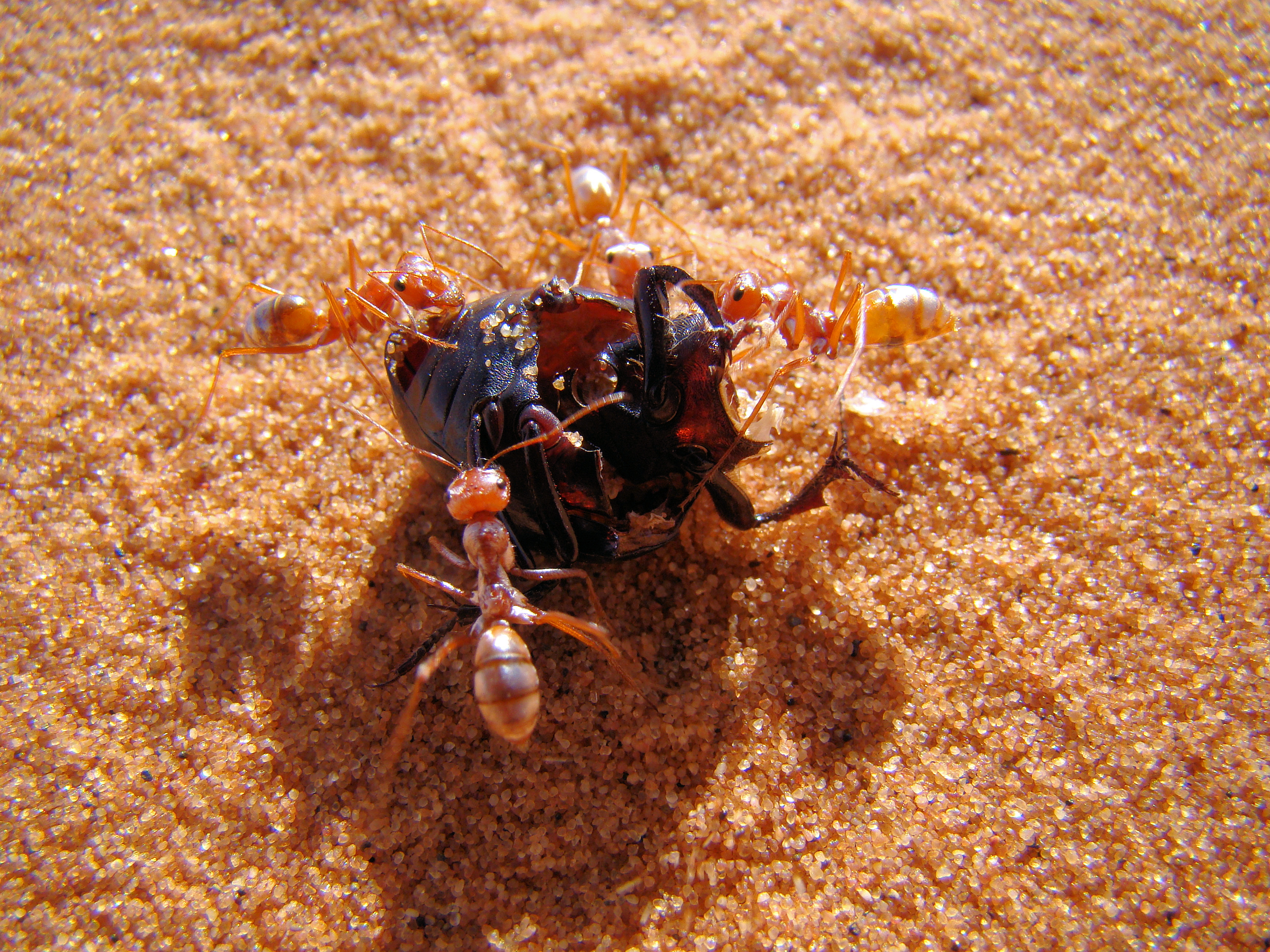
Муравьи, схватившие жука Stenocara

Cataglyphis bombycina  (лат.) — вид муравьев из рода муравьи-бегунки (Cataglyphis), который обитает в пустыне Сахара.

## Распространение
Вид Cataglyphis bombycina распространён в пустыне Сахара в странах Северной Африки: в Алжире, Египте, Ливии, Марокко, Тунисе.

## Описание
Среднего размера формициновые муравьи, стебелёк между грудкой и брюшком состоит из одного узловидного членика петиолюса, жало отсутствует. Усики рабочих и самок состоят из 12 члеников (13 члеников у самцов), булава отсутствует. Нижнечелюстные щупики состоят из 6 сегментов, нижнегубные щупики 4-члениковые. Семьи состоят из нескольких сотен рабочих, одной яйцекладущей матки и нескольких крупных солдат, редко появляющиеся на поверхности. Эти большие рабочие отличаются широкой головой и длинными саблевидными мандибулами, сходными с таковыми у солдат муравьёв-кочевников. Предположительно они предназначены для защиты от рептилий и сохранения корма в виде жировых запасов в их крупном брюшке.
Во многом из-за чрезвычайно высокой температуры среды обитания, а также из-за угрозы со стороны хищников, муравьи активны за пределами своего гнезда не более десяти минут в день. Наземная деятельность происходит в узком диапазоне температур, который начинается выше температуры, при которой ящерицы, охотящиеся на этот вид насекомых, прекращают свою деятельность и прячутся в норах.
Живут за счёт собирания и поедания трупов насекомых или мелких животных. Муравьи имеют несколько уникальных приспособлений, помогающих справиться с высокой температурой. 
Более длинные конечности, чем у других муравьев, держат тело дальше от горячей поверхности земли, при движении используют четыре из шести ног. Такая походка достигается путём приподнимания передней пары ног.
Серебристые волоски треугольного сечения, покрывающие верхнюю часть, обладают высокой отражательной способностью в диапазоне видимого излучения и в ближнем инфракрасном диапазоне. Волоски, покрывающие нижнюю часть, работают как пассивный радиатор и активно излучают в среднем инфракрасном диапазоне.
Этот вид живых существ — один из самых устойчивых к высокой температуре. Муравьи остаются активными при температуре окружающей среды до 70 градусов Цельсия благодаря сочетанию способности их волосков работать как пассивные радиаторы охлаждения и высокой отражательной способности внешнего покрова.
В Марокко на теле муравьёв словно клещи живут мирмекофильные жуки-кожееды Thorictus castaneus Germar, 1834 (Coleoptera: Dermestidae: Thorictinae)

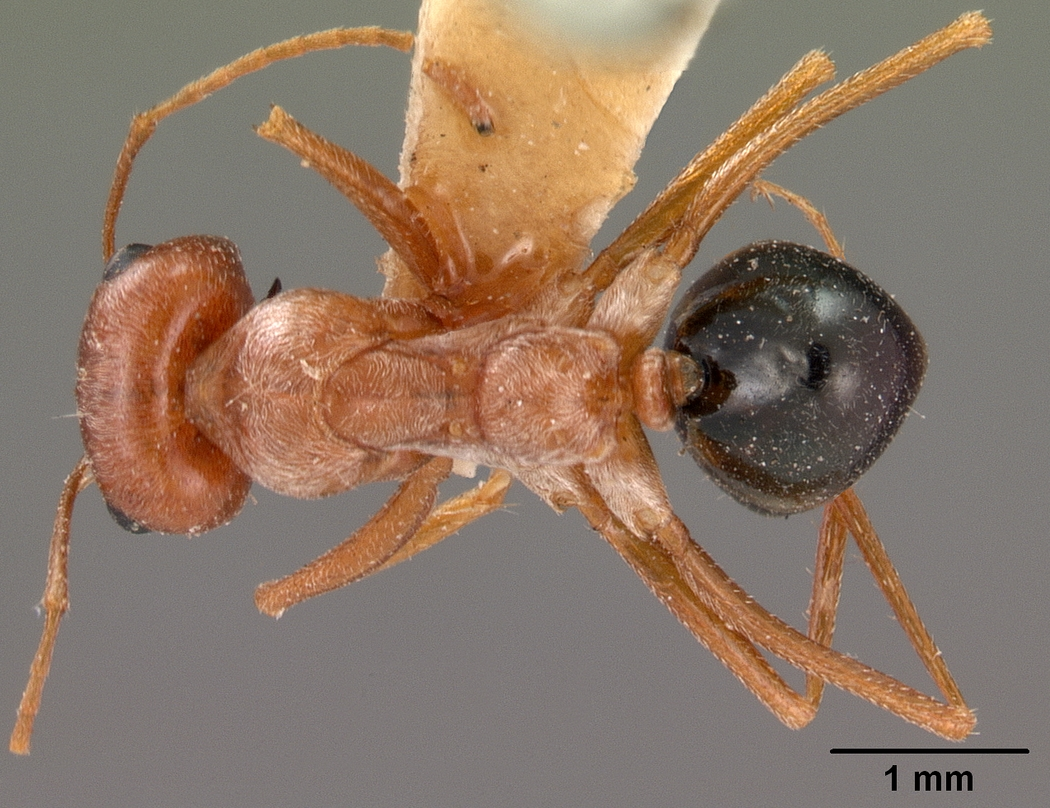
Вид сверху
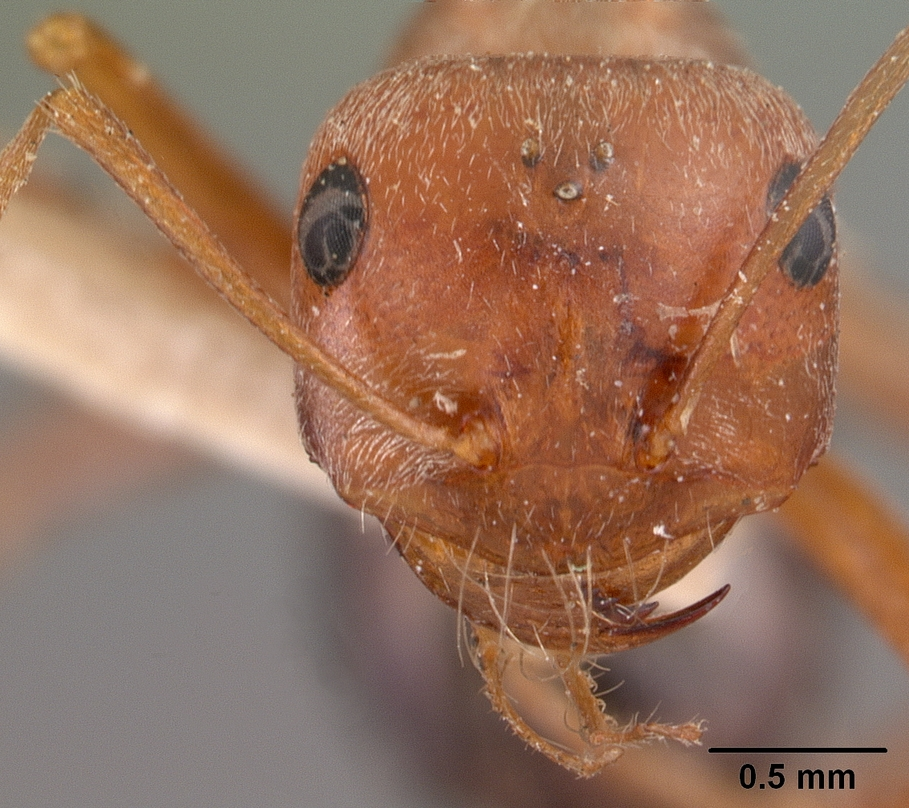
Голова
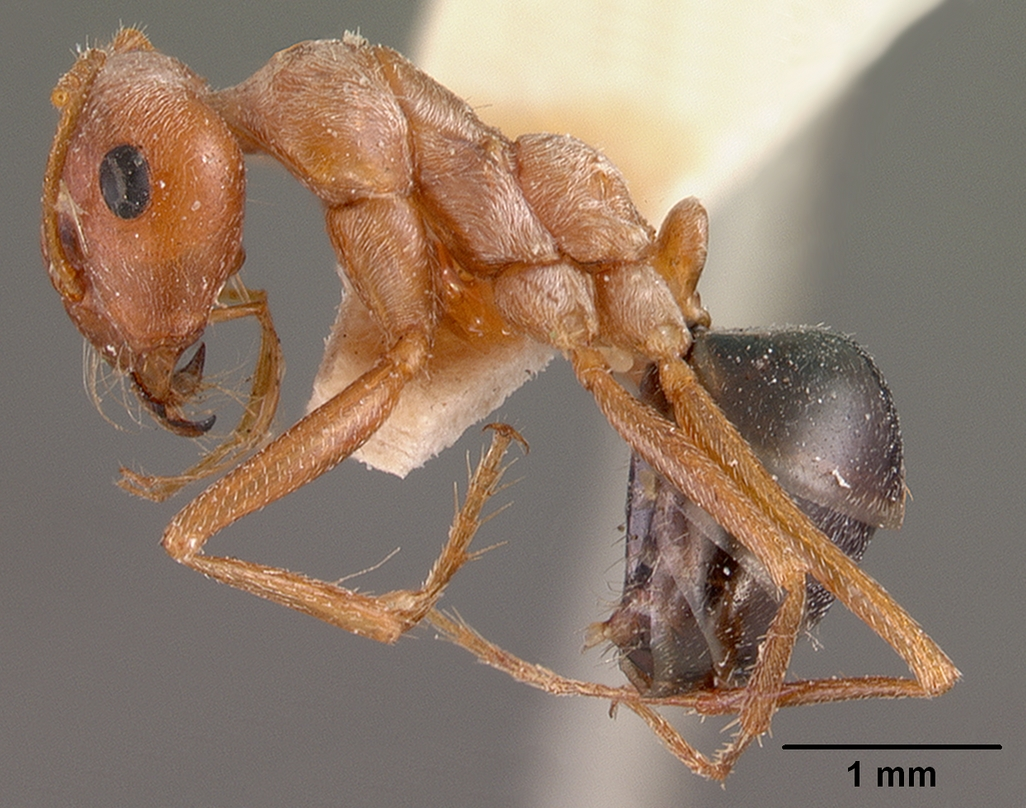
Вид сбоку

## Систематика
Вид был впервые описан в 1859 году немецким энтомологом Юлиусом Рогером под первоначальным названием Formica bombycina. В 1862 году австрийский мирмеколог Густав Майр включил его в состав рода муравьи-бегунки (Cataglyphis).
В составе вида:
- Cataglyphis bombycina sinaitica Wheeler, W.M. & Mann, 1916
- Cataglyphis bombycina bruneipes Santschi, 1911

## Видео
- David Attenborough. BBC Silver Desert Ant, Cataglyphis, Sahara Desert. youtube.com
- Cataglyphis bombycina (saharan silver ant). youtube.com